# 聖書翻訳研究所
聖書翻訳研究所（せいしょほんやくけんきゅうじょ、英語: Institute for Bible Translation、略称：IBT）はロシア連邦および独立国家共同体に住む非スラブ民族の人々へ、聖書を翻訳、印刷、配布することを目的にしている。ボスニア・クロアチア人の詩人ボリスラヴ・アラポヴィチ（Borislav Arapović）により1973年にストックホルムで設立されて、モスクワには支部がある。
以前のソヴィエト連邦、現在の独立国家共同体には、8千5百万人の非スラブ民族の人たちが住んでいて、数多くの言語（少なくとも130の言語）、様々な宗教（イスラム、仏教、シャーマニズム）で暮らしている。IBTは聖書関連団体国際フォーラム（Forum of Bible Agencies International）の一員である。
各国・各地の聖書協会、その他の聖書翻訳の団体とも連絡を取りながら、聖書を数々の言語へ翻訳する活動を行なってきた：

## 参照項目
- 聖書翻訳
- 言語別聖書の一覧